# Ghanpur, Chincholi
Ghanpur là một làng thuộc tehsil Chincholi, huyện Gulbarga, bang Karnataka, Ấn Độ.